# Tiodže
Tiodže (en serbe cyrillique : Тиоџе) est un village de Serbie situé dans la municipalité de Raška, district de Raška. Au recensement de 2011, il comptait 42 habitants.
Tiodže est également connu sous le nom de Tioce.

## Démographie

### Évolution historique de la population
| 1948 | 1953 | 1961 | 1971 | 1981 | 1991 | 2002 | 2011 |
| ---- | ---- | ---- | ---- | ---- | ---- | ---- | ---- |
| 410  | 435  | 466  | 425  | 353  | 218  | 158  | 42   |

|  |